# Càmera estenopeica

Funcionament d'una càmera estenopeica. Els raigs de llum que provenen d'un objecte travessen un peit forat, anomenat estenop, per formar la imatge.

Una càmera estenopeica (del grec στένω/steno estret, ὀπή/ope obertura, forat) és una càmera fotogràfica sense lent, ja que entenem per fotografia estenopèica aquella en què no s'empra cap sistema òptic, és a dir, lents que ens ajudin a enfocar. Aquesta càmera consta de:
- A.- una capsa estanca a la llum,
- B.- amb només un petit orifici (estenop)) per on hi entra la llum
- C.- un material fotosensible.

Per a produir una imatge nítida cal que aquesta obertura sigui molt petita, al voltant de 0,5 mm (1/50 polzades). L'obturador de la càmera normalment consisteix d'un material que no permet el pas de la llum amb el que de forma manual es tapa l'orifici. Degut a la mida de l'obertura, el temps d'exposició normalment és molt més gran al que cal amb càmeres convencionals: oscil·la entre 5 segons fins a més d'una hora.
La imatge pot ser projectada sobre una pantalla translúcida per a poder veure's de forma simultània (es fa servir de forma comuna en eclipsis solars), o sobre una pel·lícula, o sobre un sensor digital CCD.

## Invenció de la càmera obscura

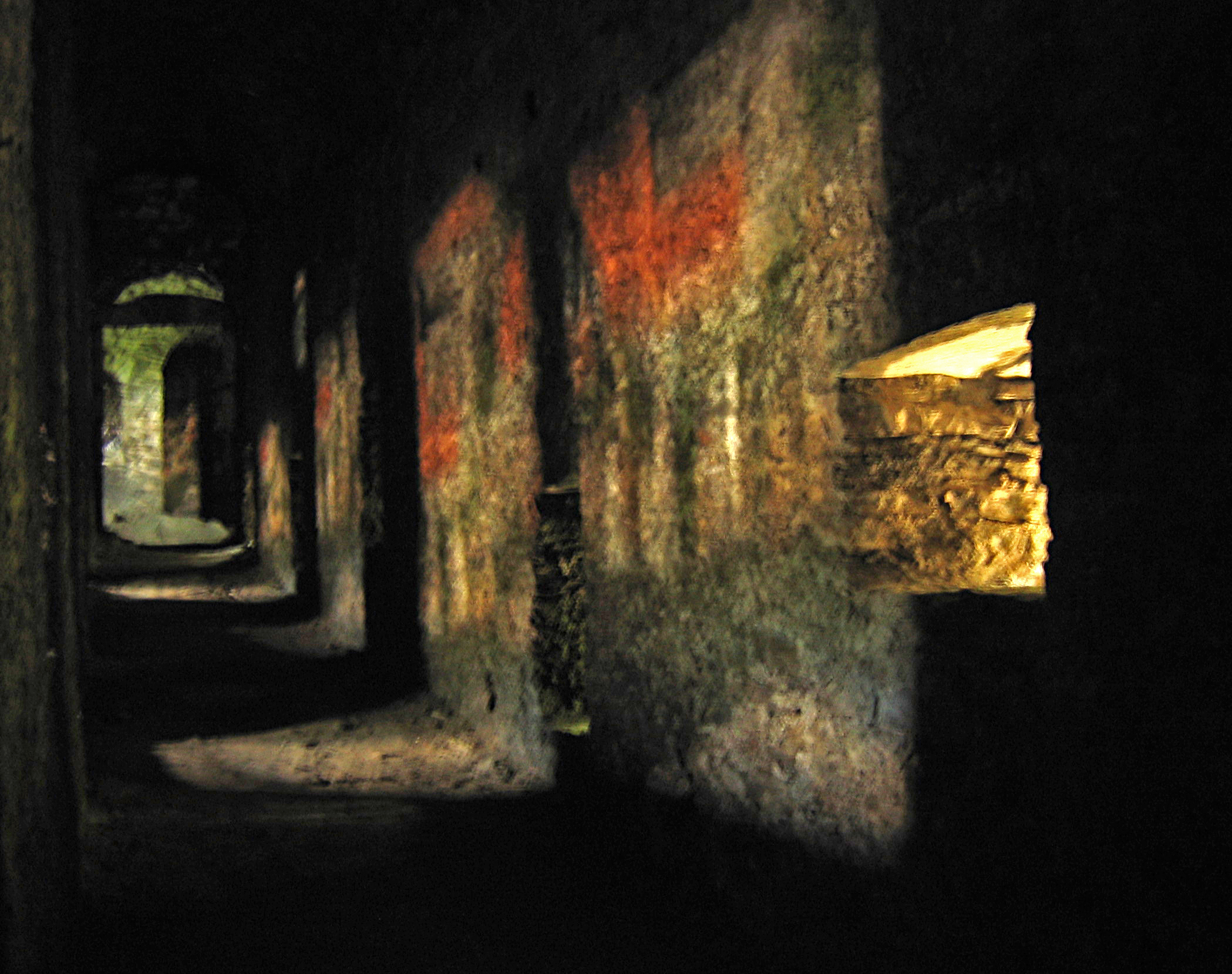
Càmera estenopeica natural, Castelgrande de Bellinzona. Suïssa.

La descripció de la visió estenopeica es remunta a l'antiguitat, quan la va ressenyar Aristòtil (384-322 aC) i Euclides. Aquesta visió, aconseguida mitjançant una cambra obscura, correspon a un fenomen molt comú.
Tanmateix, els antics grecs creien que els humans podien veure gràcies als raigs que emetien els seus ulls.
Va ser Ibn al-Haytham, al segle X el que va descobrir que en realitat era la llum que entrava a l'ull, en lloc de la llum que en sortia, el que permetia la visió. Ho va exposar en el seu llibre, Kitab al-Manazir que en llatí es va titular, De Aspectibus or Opticae Thesaurus: Alhazeni Arabis. També va ser ell el que va inventar la primera càmera obscura.
Al segle xiii, Robert Grosseteste i Roger Bacon van fer comentaris sobre la càmera obscura.
Entre els anys 1000 i 1600 científics com Ibn al-Haytham, Gemma Frisius, i Giambattista della Porta van detallar el perquè la imatge en la cambra obscura quedava invertida al passar per l'orifici.
Quan una persona es troba dins d'una habitació completament a les fosques, no veu absolutament res però si per una escletxa de la porta entra una llum potent de l'exterior i projecte una imatge, aquesta es reflectirà per tota l'habitació.
Aquesta tècnica també era utilitzada per veure amb seguretat els eclipses solars, ja que els permetia observar-los sense mirar directament al Sol.

## Selecció de la mida de l'obertura
En general, com més petit sigui el forat, major resolució tindrà la imatge, ja que el Cercle de confusió projectat serà més gran. Tot i així, si és extremadament petit es pot produir molta Difracció, que afecti la nitidesa de la imatge. A més, quan el diàmetre de l'obertura s'aproxima a la grossària del material, es produeix un Vinyetatge prop de les vores de la imatge, perquè aconsegueix entrar a aquestes zones menys llum. Això és deu a l'ombra produïda per la llum que entra a un angle diferent de 90 graus.
És recomanable que l'obertura sigui circular (redueix la Refracció) i d'un material el més prim possible. Encara que existeix la possibilitat que aquest forat es faci mitjançant un làser, un aficionat pot aconseguir forats amb suficient qualitat com per realitzar treballs fotogràfics.
Un mètode molt utilitzat és llimar un full prim de Llautó o d'alumini (pot utilitzar-se el de les llaunes de begudes) per reduir la grossària al màxim i després crear el forat amb una agulla. Al final és necessari girar un xic l'agulla i llimar les vores per tal que el forat quedi el més uniforme possible.
L'húngar József Miksa Petzval va ser el primer en intentar formular una equació per aconseguir el diàmetre òptim. La fórmula va ser millorada per Lord Rayleigh, i és: 
{\displaystyle d=1.9\surd f\lambda }
On d és el diàmetre, f la Distància focal o longitud focal (distància entre l'obertura i la pel·lícula) i {\displaystyle \lambda } és la Longitud d'ona de la llum.
Per a la pel·lícula en blanc i negre (més ben dit escala de grisos), una longitud d'ona de 550nm (llum verda-groga) ofereix millors resultats.
La Profunditat de camp és infinita però, malgrat això, no tot estarà nítid, sinó que, depenent de la distància entre l'obertura i la pel·lícula, tot estarà enfocat o fora de focus en la mateixa proporció.
Una altra fórmula més exacta i senzilla és: diàmetre (d) = {\displaystyle \surd } (0,0016 x dist.focal (f)) ==> (o cosa que és el mateix) ==> dist.focal (f) = 625 x d al quadrat.

## Construcció d'una càmera estenopeica
Les càmeres estenopeiques acostumen a ser fetes a mà per fotògrafs o aficionats a la fotografia. La forma més simple d'una càmera estenopeica consisteix en una caixa que no deixi pas a la llum a la que se li realitza una forat en una de les seves parets i dins de la qual se situa una pel·lícula fotogràfica, a la paret oposada a la que se li ha fet el forat. Al mateix temps, en una làmina d'alumini o llautó es realitza una obertura de mil·límetres amb una agulla o un objecte semblant. Aquesta làmina s'enganxa a la paret foradada de la capsa de forma que els dos forats coincideixin.
Algunes càmeres més elaborades permeten canviar l'angle de visió gràcies al fet que la pel·lícula fotosensible és desplaçable horitzontalment. D'aquesta forma es varia la distància focal de la càmera (número-f) i, conseqüentment, l'angle de visió.
També és possible crear una càmera estenopeica amb una càmera reflex d'objectiu intercanviable (o que permeti retirar-lo). La càmera pot estar malmesa, sempre que l'obturador funcioni.
L'obertura que deixa l'objectiu en ser retirat és tapada per la tapa del sensor (semblant a una tapa d'objectiu).S'acostumen a fer servir tapes de sensor que no s'utilitzen. A aquesta tapa del sensor s'hi realitza un forat i, aquest forat es tapa amb una làmina d'alumini o llautó, igual que la caixa. A aquesta làmina s'hi realitza una forat amb el cap d'una agulla. Cal tenir en compte que com més petit aconseguim fer aquest forat a la làmina, amb més nitidesa obtindrem les fotografies.[1]

## Càlcul de l'exposició i el nombre-f (relació focal)
El nombre f es calcula en dividir la Distància focal de càmera entre el diàmetre del forat. Per conèixer el diàmetre cal conèixer també el diàmetre de l'agulla utilitzada. La distància focal es mesura entre el pla del forat i el del material fotosensible.
Per exemple, si una càmera té un forat de diàmetre 0,5 mm i una distància focal de 50 mm tindrà un nombre f igual a 100 (50/0,5).
Degut al nombre de diafragma tant gran les exposicions normalment tindran un error de reciprocitat. Això significa que si el temps d'exposició és major a un segon per la pel·lícula o 30 segons pel paper, es trenca la resposta lineal d'aquests a la intensitat de la il·luminació i és necessari utilitzar intervals de temps majors.
Una altra característica de les càmeres estenopeiques és que és possible deformar o multiplicar la imatge en utilitzar més d'un forat o modificar el pla del material fotosensible. Per exemple, és possible fer fotografies amb perspectiva cilíndrica o esfèrica. Aquestes característiques tenen una gran aplicació en fotografia artística o amb fins creatius. Aquesta càmera va representar un gran avenç per l'enginyeria de la llum i va donar lloc a un gran avenç tecnologic.
Durant un temps, la Fotografia estenopeica va ser considerada una tècnica obsoleta, no obstant això, actualment es considera una tendència artística en la fotografia.

## Efecte d'ennegriment a les vores de la còpia o del negatiu
A les fotografies estenopeiques fetes sobre un pla, s'hi detecta un defecte que consisteix en la irregularitat de la distribució de la llum, essent més intensa al centre que a les vores.
El motiu d'això és que, generalment, la pel·lícula se suporta sobre un pla (el pla focal), i això fa que la lluminositat que arriba als diferents punts de la pel·lícula no sigui uniforme, ja que, excepte el punt del mig, tots els altres es troben a distancies creixents respecte la central. Això fa que el nombre f (distància focal / diàmetre del forat) pateixi variacions d'un punt a l'altre, sent tant major com més lluny estigui del forat.
A aquest efecte cal sumar-n'hi un altre que tampoc careix d'importància. Es tracta de l'angle amb què cada punt del negatiu veu el forat de l'estenop, ja que el punt central del negatiu el veurà com un cercle perfecte, mentre que els altres punts veuràn el·lipses, que es van fent cada vegada més estrets, en funció de com de lluny es troben els punts. Això indica que la superfície disminueix i, en conseqüència, la lluminositat que arriba als punts allunyats del centre.
Per tal que el total de la superfície fos il·luminada de manera uniforme, hauria de suportar-se en una superfície que fos el lloc geomètric de tots els punts que complissin la condició de que l'obertura relativa per a la seva posició fos constant i igual a l'obertura f nominal.
Si pensem una mica, arribem a la conclusió que aquesta superfície no pot ser una altra que la esfèrica. Però com que és impossible ajustar una pel·lícula a aquesta superfície, podem prescindir d'una dimensió, i conformar-nos amb una superfície cilíndrica de base circular, en la qual sí que podem ajustar una pel·lícula.
Si ho fem així, aconseguirem una lluminositat uniforme al llarg de les línies horitzontals, millorant sensiblement la qualitat de l'estenop, encara que s'apreciarien variacions de la lluminositat a les verticals, que, en ser de menor dimensió, farien menys visible el defecte.
La posició del cilindre focal respecte la càmera és aquell el diàmetre del qual coincideix amb la distància focal i és tangent al pla que conté el forat estenopeic.

## Dia Mundial de la Fotografia Estenopeica
L'últim diumenge d'abril se celebra el Dia Mundial de la Fotografia Estenopeica (WPPD), es duu a terme des de l'any 2001, i és un esdeveniment de caràcter popular i obert a qualsevol persona del món, amb la finalitat d'encoratjar tant a tots els amants de la fotografia estenopeica, com la gent que mai hi ha tingut contacte, per tal que participin creant les seves pròpies càmeres i fent fotografies per seguir disfrutant d'aquesta tècnica, 

## Fotògrafs que utilitzen aquesta tècnica
- Billy Childish
- George Davison
- Barbara Ess
- Wolf Howard
- Steven Pippin
- Jesse Richards